# Воинешица (Валча)
Воинешица (рум. Voineșița) насеље је у Румунији у округу Валча у општини Воињаса. Oпштина се налази на надморској висини од 604 m.

## Становништво
Према подацима из 2002. године у насељу је живело 509 становника, од којих су сви румунске националности.